# Han Xiaopeng
Han Xiaopeng (chin. upr. 韩晓鹏, chin. trad. 韓曉鵬, pinyin Hán Xiǎopéng; ur. 13 grudnia 1983 w Pei) – chiński narciarz, specjalista narciarstwa dowolnego. Zdobył złoty medal w skokach akrobatycznych na igrzyskach olimpijskich w Turynie. Ponadto wywalczył złoty medal w tej samej konkurencji na mistrzostwach świata w Madonna di Campiglio. Najlepsze wyniki w Pucharze Świata osiągnął w sezonie 2004/2005, kiedy to zajął 11. miejsce w klasyfikacji generalnej, a w klasyfikacji skoków akrobatycznych był trzeci.

## Osiągnięcia

### Igrzyska olimpijskie
| Miejsce | Dzień     | Rok  | Miejscowość    | Konkurencja        | Zwycięzca        |
| ------- | --------- | ---- | -------------- | ------------------ | ---------------- |
| 24.     | 19 lutego | 2002 | Salt Lake City | Skoki akrobatyczne | Aleš Valenta     |
| 1.      | 23 lutego | 2006 | Turyn          | Skoki akrobatyczne | –                |
| 21.     | 25 lutego | 2010 | Vancouver      | Skoki akrobatyczne | Alaksiej Hryszyn |

### Mistrzostwa świata
| Miejsce | Dzień    | Rok  | Miejscowość          | Konkurencja        | Zwycięzca        |
| ------- | -------- | ---- | -------------------- | ------------------ | ---------------- |
| 29.     | 1 lutego | 2003 | Deer Valley          | Skoki akrobatyczne | Dmitrij Archipow |
| 20.     | 18 marca | 2005 | Ruka                 | Skoki akrobatyczne | Steve Omischl    |
| 1.      | 10 marca | 2007 | Madonna di Campiglio | Skoki akrobatyczne | –                |

#### Miejsca w klasyfikacji generalnej
- sezon 2000/2001: 59.
- sezon 2001/2002: 61.
- sezon 2002/2003: 52.
- sezon 2003/2004: 52.
- sezon 2004/2005: 11.
- sezon 2005/2006: 23.
- sezon 2006/2007: 14.
- sezon 2007/2008: 14.
- sezon 2009/2010: 53.

#### Miejsca na podium
1. Lake Placid – 17 stycznia 2003 (skoki) – 3. miejsce
2. Mount Buller – 4 września 2004 (skoki) – 2. miejsce
3. Shenyang – 5 lutego 2005 (skoki) – 3. miejsce
4. Špindlerův Mlýn – 5 marca 2005 (skoki) – 2. miejsce
5. Špindlerův Mlýn – 5 lutego 2006 (skoki) – 2. miejsce
6. Jilin – 9 grudnia 2006 (skoki) – 2. miejsce
7. Lianhua – 21 grudnia 2007 (skoki) – 3. miejsce
8. Lianhua – 22 grudnia 2007 (skoki) – 2. miejsce
9. Lake Placid – 19 stycznia 2008 (skoki) – 3. miejsce

- W sumie 5 drugich i 4 trzecie miejsca.